# Parafia św. Antoniego Padewskiego w Ugoszczy
Parafia pw. św. Antoniego Padewskiego w Ugoszczy – rzymskokatolicka parafia należąca do dekanatu węgrowskiego, diecezji drohiczyńskiej, metropolii białostockiej.

## Historia
20 kwietnia 1918 roku podczas zebrania mieszkańców okolicznych wsi zapadła decyzja o budowie kościoła w Ugoszczy. Biskup Henryk Przeździecki, biskup siedlecki zezwolił na budowę świątyni w Ugoszczu. Została zbudowana drewniana pokryta słomą kaplica, w której pierwszą mszę odprawiono 20 kwietnia 1919 roku. Tego dnia dokonano poświęcenia kaplicy, która stała się filią parafii Miedzna. 
30 lipca 1923 bp.Henryk Przeździecki erygował w Ugoszczu samodzielną parafię. W sierpniu 1929 roku, parafianie wraz z proboszczem ks. Władysławem Błachnio przystąpili do budowy murowanego kościoła. 13 września 1931 roku, za pozwoleniem kurii, ks Władysław Błachnio poświęcił świątynię.

## Zasięg parafii
Do parafii należą wierni z miejscowości: Glina, Kozołupy, Międzyleś (część), Rostki i Ugoszcz.

## Proboszczowie
- Ks. mgr Adam Parzonka (od 2012)[1]